# Mirko Frezza
Mirko Frezza (Roma, 15 settembre 1973) è un attore italiano.

## Biografia
Nato nel 1973 a Roma, figlio di un pregiudicato, cresce nel quartiere periferico di Tor Cervara, dove sin da giovane si ritrova implicato in atti di microcriminalità, fino ad una condanna a otto anni di carcere. In seguito all'esperienza carceraria decide di dedicarsi ad attività sociali di sostegno alla cittadinanza per il recupero delle periferie tramite il centro culturale "Casale Caletto" di cui diventa presidente. Notato dall'attore Alessandro Borghi, con il quale instaura un'amicizia, viene introdotto nel mondo dello spettacolo, inizialmente come guida per la scelta delle riprese nei sobborghi romani, e poi come comparsa e attore in ruoli minori.
Nel 2016, Frezza debutta come attore protagonista ne Il più grande sogno, diretto da Michele Vannucci. Il film, che raccontava la storia di Frezza dalla sua esperienza di carcerato fino al riscatto sociale, ha una buon riscontro di critica. Dal 2016, recita nella parte di Furio Lattanzi nel cast principale della serie tv poliziesca Rocco Schiavone oltre alla parte di Pantera nella serie tv Un professore.
Nel 2018, prende parte al cast di Una vita spericolata di Marco Ponti, Dogman di Matteo Garrone, e Quanto basta di Francesco Falaschi. Lo stesso anno Frezza partecipa allo spettacolo televisivo su Rai 2 Pechino Express, ma deve ritirarsi a seguito di un incidente. Nel 2023, recita la parte protagonista nel film drammatico Golia.

## Filmografia

### Cinema
- 5 (Cinque), regia di Francesco Dominedò (2011)
- Le gemelle Wrestler, regia di Marco Danieli – cortometraggio (2012)
- Nati per correre, regia di Michele Vannucci – cortometraggio (2013)
- Roma criminale, regia di Gianluca Petrazzi (2013)
- Ma tu di che segno 6?, regia di Neri Parenti (2014)
- 4021, regia di Viviana Lentini (2015)
- Colpo, regia di Ruben Antonio Perez Becerril – cortometraggio (2015)
- Il più grande sogno, regia di Michele Vannucci (2016)
- Fratelli di sangue, regia di Pietro Tamaro (2016)
- La banda dei tre, regia di Francesco Dominedò (2017)
- Quanto basta, regia di Francesco Falaschi (2018)
- Dogman, regia di Matteo Garrone (2018)
- Una vita spericolata, regia di Marco Ponti (2018)
- Detective per caso, regia di Giorgio Romano (2018)
- Uomo, regia di Mattia Bianchini – cortometraggio (2018)
- A mano disarmata, regia di Claudio Bonivento (2019)
- Idris, regia di Kassim Yassin Salen – cortometraggio (2019)
- Appena un minuto, regia di Francesco Mandelli (2019)
- Angeli senza ali, regia di Diletta Di Nicolantonio – cortometraggio (2020)
- Tenebra, regia di Anto (2022)
- Golia, regia di Roberto Marra e Stefano Salvatori (2023)
- Prima di andare via, regia di Massimo Cappelli (2023)
- Hai mai avuto paura?, regia di Ambra Principato (2023)
- Un lavoretto facile facile, regia di Giovanni Boscolo – cortometraggio (2024)
- MYA, regia di Federico Moccia (2024)
- Amici per caso, regia di Max Nardari (2024)
- Il tempo è ancora nostro, regia di Maurizio Matteo Merli (2024)
- Martedì e venerdì, regia di Fabrizio Moro e Alessio De Leonardis (2024)

### Televisione
- La narcotici – serie TV, episodio 2x01 (2015)
- Rex – serie TV, episodio 8x08 (2015)
- Dov'è Mario? – serie TV, episodio 1x01 (2016)
- Un professore – serie TV (2021)
- Rocco Schiavone – serie TV, 16 episodi (2016-2023)

## Programmi televisivi
- Pechino Express (Rai 2, 2018) – concorrente
- L'isola dei famosi (Canale 5, 2025) – concorrente

## Riconoscimenti
- Catania Film Fest
  - 2017 – Premio speciale miglior attore rivelazione opera prima per ll più grande sogno[8]
- L'isola del Cinema
  - 2019 – Miglior talento italiano[9]
- Roma Web Fest
  - 2018 – Migliore attore protagonista in un cortometraggio[10]